# Каролін Нурденґріп
Анна Кароліна Александра Нурденґріп (швед. Anna Caroline Alexandra Nordengrip, при народженні: Андерссон; нар. 31 травня 1980, Бурос) — шведська політикиня та колишня депутатка Риксдагу від партії «Шведські демократи» у 2018–2022 роках. Вона представляла виборчий округ лену Вестра-Йоталанд. У 2023 році після російського вторгнення в Україну приєдналася до Збройних сил України як військовослужбовиця, сержантка в 47-мій окремій механізованій бригаді «Ма́ґура».

## Біографія
Родом з містечка Боллебюгд поблизу Ґетеборга у Швеції.
У 1995 році пройшла військову підготовку в школі. У 19 років вступила на службу на 11 місяців у Сухопутні війська Швеції. Ще кілька років служила в національній гвардії Швеції.
Вищу освіту здобула в технічно-інженерній галузі, вчилася конструювати мости. Однак за професією фактично не працювала, адже все життя до 2022 року присвятила політичній і громадській діяльності. Як депутатка заробляла близько 7 тисяч євро на місяць. Розпочинала кар'єру з муніципалітетів різних рівнів, де навчала новачків політики на посаді риґс-омбудсменки.
Норденґріп вирішила займатись політикою, будучи занепокоєною станом справ щодо безпеки, транспорту та сільської місцевості. Вона стала службовицею місцевої ради партії «Шведські демократи» в рідному Буросі, працювала національною омбудсменкою партії. У 2018—2022 роках — депутатка Риксдагу, представляла Південний виборчий округ округу Вестра-Ґьоталанд. Норденґріп входила до комітету риксдагу з питань оборони, закликала посилити покарання засуджених педофілів.

### Служба у ЗСУ
Вперше приїхала в Україну в березні 2022 року на 6 тижнів, де найбільше часу провела на Київщині. Щиро захопилась українцями, серед іншого їхнім ставленням до тварин.
За тиждень після початку повномасштабного російського вторгнення в Україну пройшла довгий бюрократичний шлях, щоб офіційно вступити в ЗСУ. У квітні 2023 року, реагуючи на російське вторгнення в Україну, Нурденґріп оголосила, що не балотуватиметься на новий термін у Риксдагу на виборах 2022 року та вступила до 47-ї окремої механізованої бригади «Маґура», де Нурденґріп стала інструкторкою навчального підрозділу.
Українську мову вивчала в додатку Duolingo. Станом на квітень 2023 року пройшла 260-денний курс.
Вперше про своє рішення долучитися до ЗСУ вона повідомила на своїй сторінці в Instagram, зазначивши, що її мотивувала промова посла України у Швеції та повідомлення про різанину в Бучі. Її рішення підтримали як партія «Шведські демократи», так і депутати інших партій.

## Цитати
«У Риксдаґу на зустрічі буквально на другий день після початку повномасштабної війни ваш посол був у Швеції і розповідав нам, яка ситуація в Україні. І я так добре пам'ятаю момент, коли опустила очі, подивилась на свій недешевий костюм і подумала: „Що я тут роблю? Я ж військова“. І буквально через тиждень я вже була в Україні» — К. Нурденґріп про свою мотивацію поїхати на війну в Україну.
«У минулому я вважала інакше, але зараз переконана, що НАТО є найкращим рішенням для Швеції. Я думаю, це вкрай важливо. Росія зробила велику помилку, думаючи, що війна змусить інші країни боятися приєднатися до НАТО, але сталося навпаки. Європа стає сильнішою, НАТО стає сильнішим».